# Kuwait i olympiska spelen
Kuwait har deltagit i tretton olympiska sommarspel. Den enda sporten som Kuwait tagit medalj i är skytte. Landet har inte ställt upp i olympiska vinterspelen.

## Medaljer
| Guld | Silver | Brons | Totalt antal medaljer |
| ---- | ------ | ----- | --------------------- |
| 0    | 0      | 3     | 3                     |

| Medalj | Namn                | Sport  | Gren               | Olympiska spel |
| ------ | ------------------- | ------ | ------------------ | -------------- |
| Brons  | Fehaid Al Deehani   | Skytte | Dubbeltrap, herrar | Sydney 2000    |
| Brons  | Fehaid Al Deehani   | Skytte | Trap, herrar       | London 2012    |
| Brons  | Abdullah Al-Rashidi | Skytte | Skeet, herrar      | Tokyo 2020     |

### Medaljer efter sommarspel
| Spel                | Guld    | Silver  | Brons   | Totalt  |
| Mexico City 1968    | 0       | 0       | 0       | 0       |
| München 1972        | 0       | 0       | 0       | 0       |
| Montreal 1976       | 0       | 0       | 0       | 0       |
| Moskva 1980         | 0       | 0       | 0       | 0       |
| Los Angeles 1984    | 0       | 0       | 0       | 0       |
| Seoul 1988          | 0       | 0       | 0       | 0       |
| Barcelona 1992      | 0       | 0       | 0       | 0       |
| Atlanta 1996        | 0       | 0       | 0       | 0       |
| Sydney 2000         | 0       | 0       | 1       | 1       |
| Aten 2004           | 0       | 0       | 0       | 0       |
| Peking 2008         | 0       | 0       | 0       | 0       |
| London 2012         | 0       | 0       | 1       | 1       |
| Rio de Janeiro 2016 | som IOA | som IOA | som IOA | som IOA |
| Tokyo 2020          | 0       | 0       | 1       | 1       |
| Paris 2024          | 0       | 0       | 0       | 0       |
| Totalt              | 0       | 0       | 3       | 3       |